# Тессеннано
Тессеннано (итал. Tessennano) — коммуна в Италии, располагается в регионе Лацио, в провинции Витербо.
Население составляет 399 человек (2008 г.), плотность населения составляет 27 чел./км². Занимает площадь 15 км². Почтовый индекс — 1010. Телефонный код — 0761.
Покровителем коммуны почитается святой Феликс, празднование 30 августа.

## Демография
Динамика населения:

## Администрация коммуны
- Официальный сайт: